# Daniele da Volterra
Pour les articles homonymes, voir Volterra (homonymie).

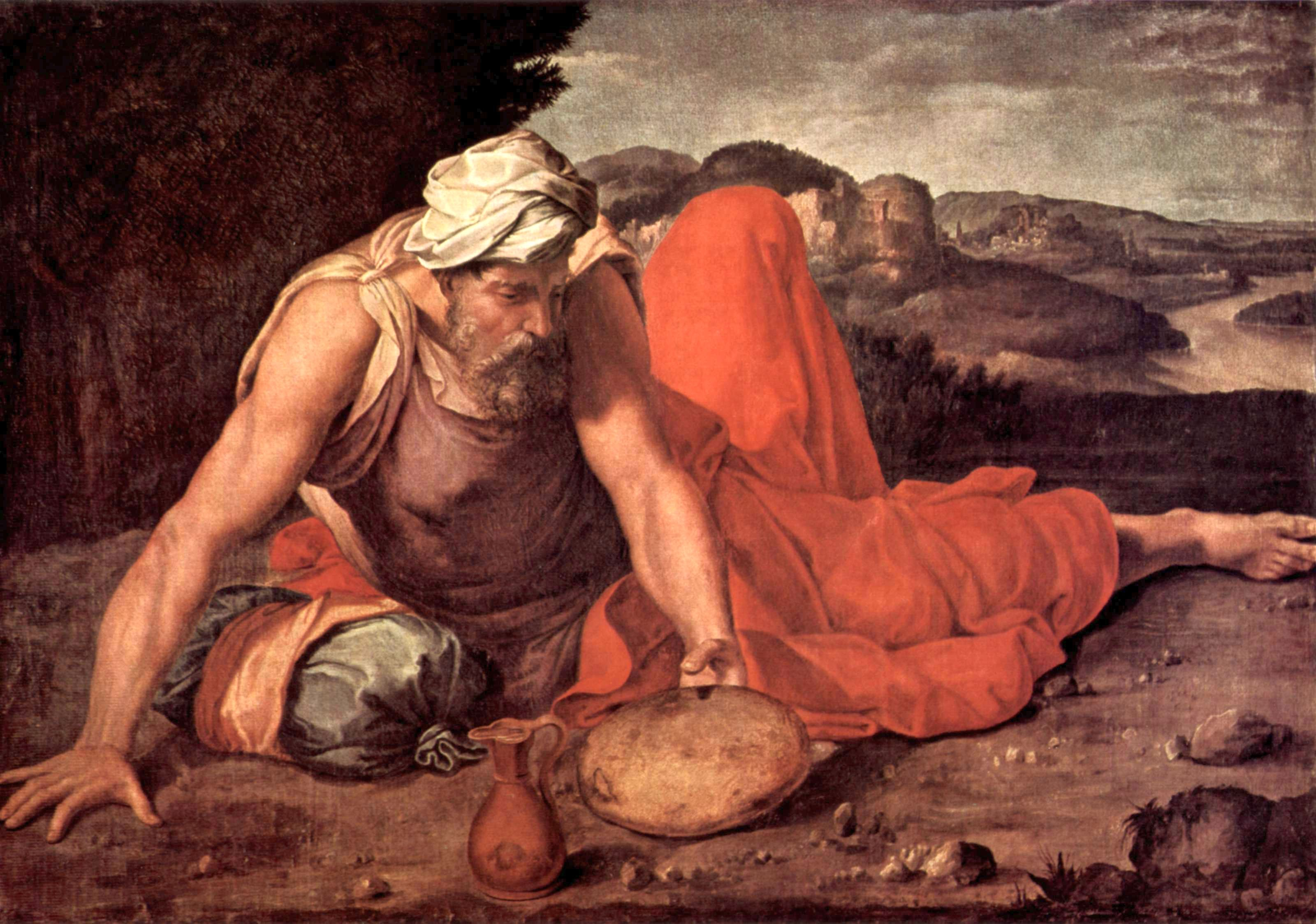
Le Prophète Élie (1550-1560).

Daniele Ricciarelli, né à Volterra en 1509 et mort à Rome, le 4 avril 1566, plus connu sous le nom de Daniele da Volterra ou le Volterran, est un peintre et un sculpteur maniériste florentin de la Renaissance tardive.
Il est connu pour sa participation à l’œuvre de Michel-Ange. Plusieurs des œuvres importantes de Volterra se basent sur des dessins de Michel-Ange, et après la mort de celui-ci, à la demande de Charles Borromée, il recouvre les parties génitales des personnages du Jugement dernier par des repeints de pudeur, ce qui lui fait gagner le surnom de Il Braghettone (littéralement : le « faiseur de culottes » ou le « caleçonneur »).

## Biographie
Daniele Ricciarelli naît à Volterra, actuellement en Toscane. Il commence tôt ses études artistiques avec les Siennois Le Sodoma et Baldassarre Peruzzi, mais les quitte car il est en désaccord avec eux. Il est probable qu’il accompagne Peruzzi à Rome en 1535 et qu’il l’aide à peindre les fresques du palais Massimo alle Colonne. Il devient ensuite élève de Perin del Vaga. 
De 1538 à 1541 il assiste Perin aux fresques de la villa du cardinal Trivulzio à Salone (it), à la chapelle Massimi de la Trinité-des-Monts et à la chapelle de la Crucifixion à église San Marcello al Corso. On lui commande d’autres fresques dans le grand salon du Palazzo Massimo, d’après la vie de Quinto Fabio Máximo. 
Il commence à travailler avec Michel-Ange. Celui-ci devient son ami, et use de son influence sur le pape Paul III pour obtenir à Volterra des charges et le poste de super-intendant des œuvres vaticanes, charge qu’il conserve jusqu’à la mort du pape.
Michel-Ange lui fournit des ébauches et des dessins, à partir desquels Da Volterra crée quelques-unes de ses peintures, comme ses fresques à la chapelle Orsini à la Trinité des Monts, achevées en 1541, et son tableau à double face David et Goliath. Proche de Michel-Ange, il est appelé à son chevet alors qu’il agonise, et recueille ses dernières volontés. Enfin, c’est lui qui dresse l’inventaire de ses biens.
Il reçoit ensuite la charge d'achever la Salle royale pour Paul III. À la mort de celui-ci en 1549, il perd la charge de superintendant et la pension correspondante. Il meurt à Rome en 1566 ; d’après son testament, il était en possession du genou de marbre de la jambe manquante du Christ de la Pietà aux quatre figures dite Pietà Bandini de Michel-Ange.

## Œuvres

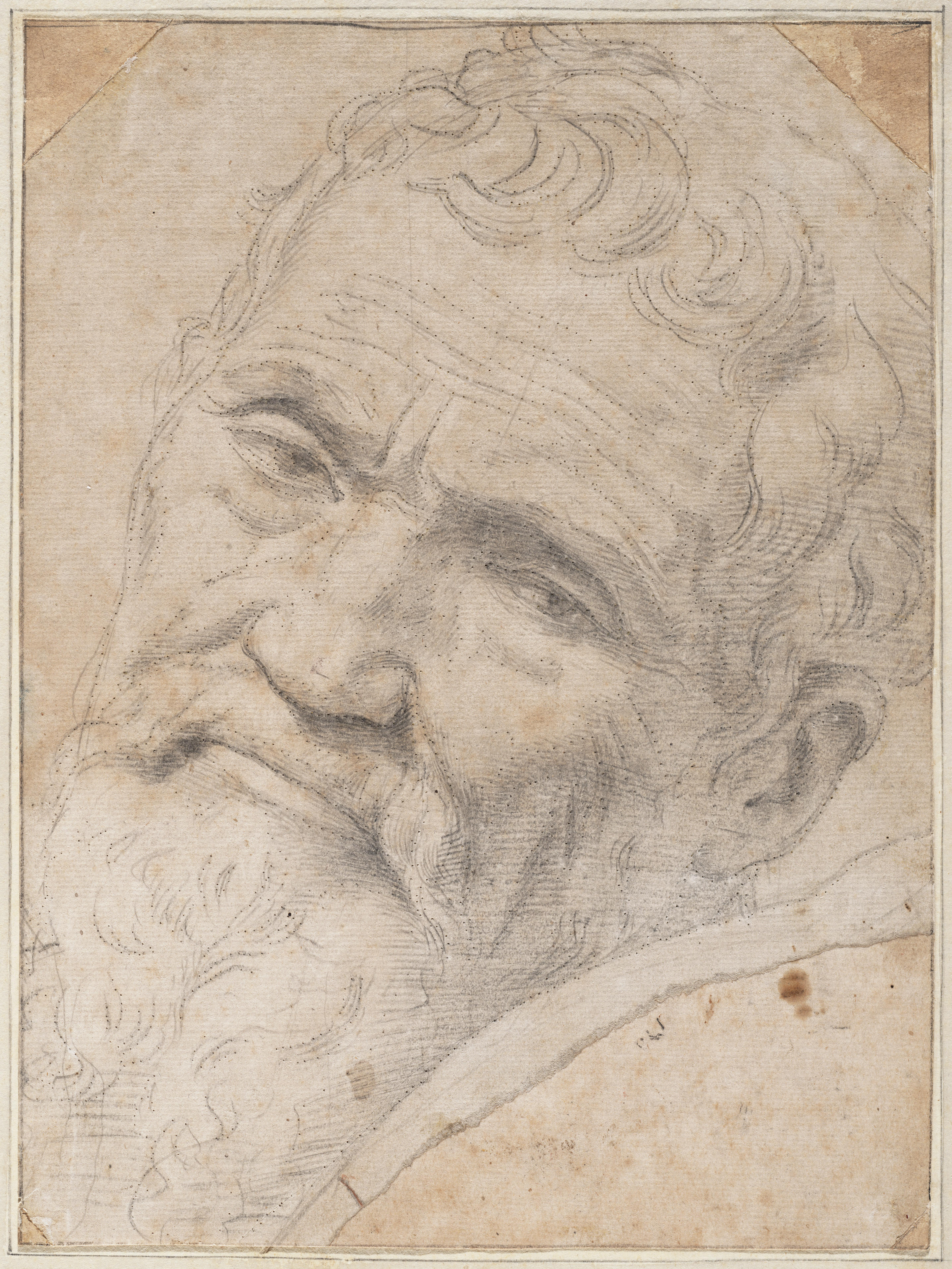
Portrait de Michel-Ange, par Daniele da Volterra, Musée Teyler, Haarlem.

L’œuvre la plus connue de Volterra est sa Descente de Croix, réalisée d’après ébauches de Michel-Ange à la Trinité des Monts autour de 1545. Le tableau à double face David et Goliath (vers 1555, huile sur ardoise, 133 × 177 cm, au musée du Louvre) est lui aussi basé sur une ébauche de Michel-Ange, et fut d’ailleurs longtemps attribué au maître.
À la suite du concile de Trente dont un décret impute aux artistes la responsabilité de toutes dérives dans les représentations artistiques, le pape Paul IV demande à Michel Ange de modérer sa peinture, mais ce dernier refuse, sur le motif théologique que la nudité affirme l'humanité du Christ. Un an après sa mort, Charles Borromée charge Volterra d'« habiller » les personnages nus du Jugement Dernier de la Chapelle Sixtine de voiles couvrant leurs parties génitales. Volterra passe quatre ans de sa vie à rhabiller de pagnes et de caleçons les figures jugées obscènes. Ces repeints de pudeur font entrer le peintre dans l'histoire de l'art sous le nom d'Il braghettone.
Parmi ses œuvres les plus notables, on remarque un buste basé sur un moulage de visage de Michel-Ange réalisé après sa mort.
Par contre Le Massacre des Innocents (1557) est de la main de son ami et disciple Michele Alberti (en), Volterra étant l'auteur du carton.
Il participe à la décoration de la Stanza della Cleopatra, au musée du Belvédère, qui accueille la statue d'Ariane endormie (en). Il reçut aussi la commande d’une statue équestre d’Henri II de France, mais il ne termina que le cheval. Cette statue inachevée a plus tard servi à une statue de Louis XIII, placée sur la Place des Vosges, détruite durant la Révolution française.